# Jan Zehrfeld

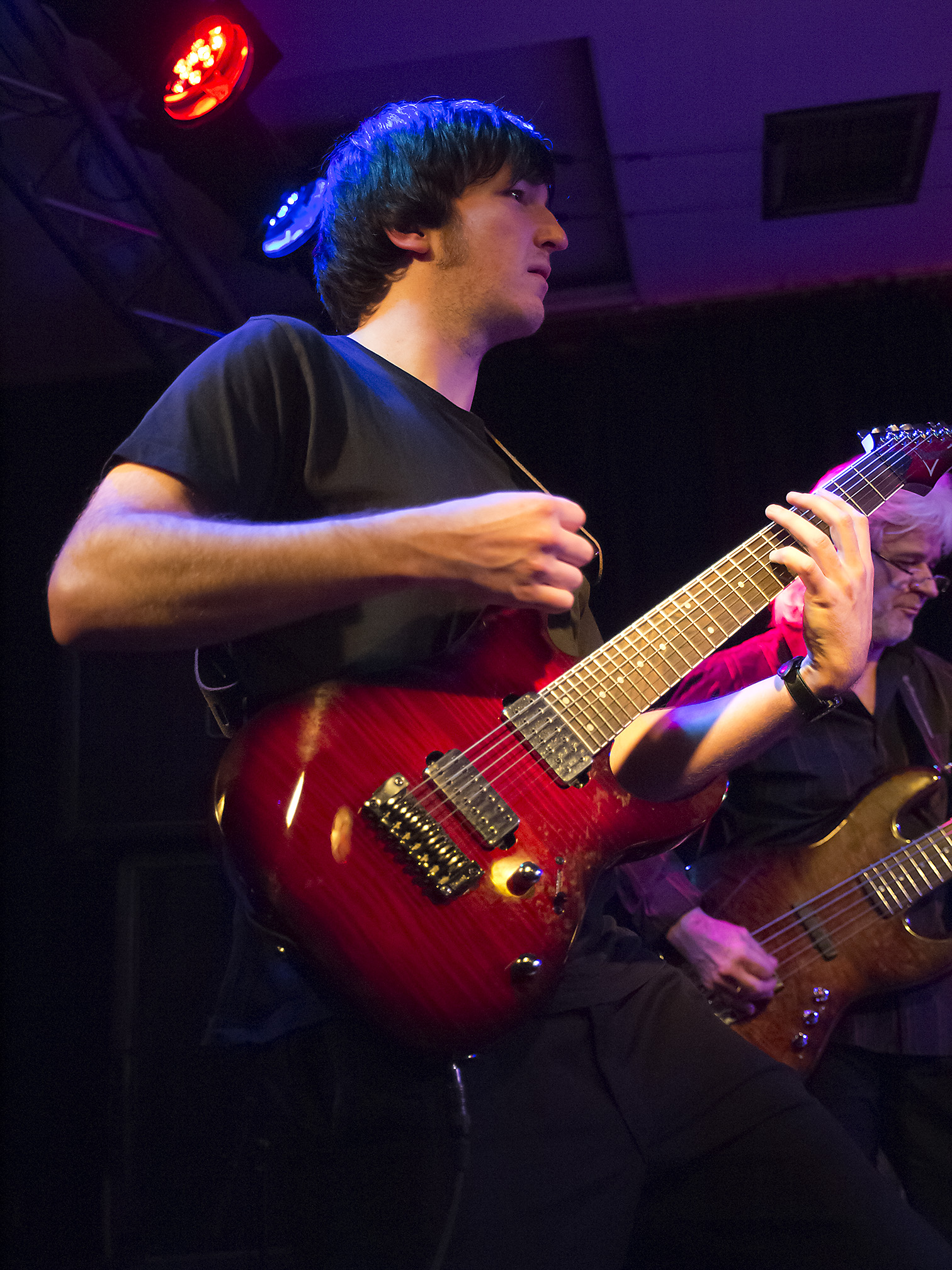
Jan Zehrfeld,
Jazzclub Unterfahrt, 2012

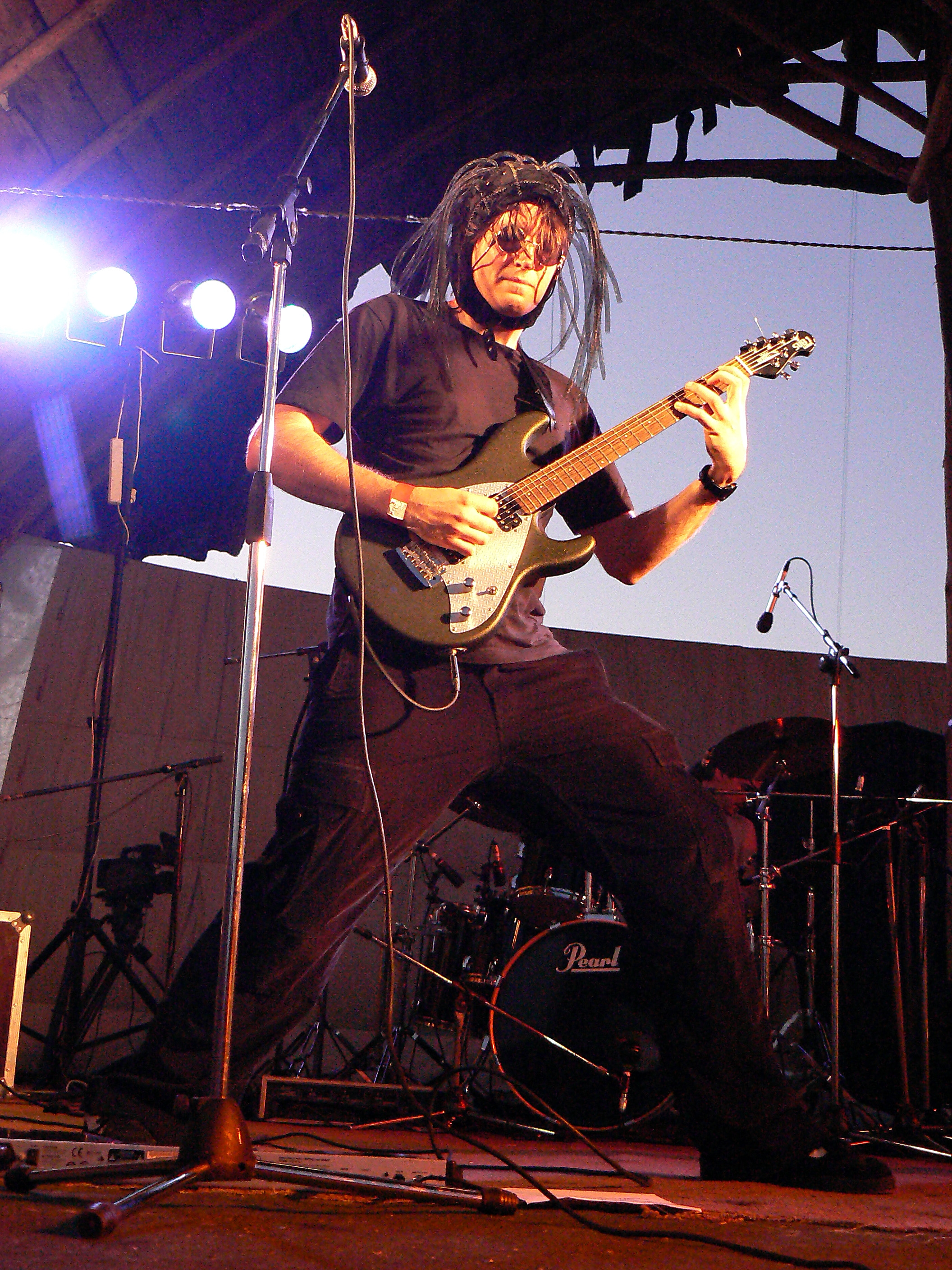
Jan Zehrfeld,
Baltic Prog Fest 2008

Jan Zehrfeld (* 1977 in München) ist ein deutscher Gitarrist, Jazzmusiker und Komponist, der unter anderem als Frontmann und Arrangeur der Crossover-Formation Panzerballett bekannt wurde.

## Leben
Zehrfeld begann zur Grundschulzeit mit dem Blockflötenspiel. Von 1987 bis 1996 besuchte er das Werner-Heisenberg-Gymnasium Garching. Von 1986 bis 1994 nahm er Violoncello-Unterricht und war von 1990 bis 1993 Cellist im Schulorchester, parallel sang er 1992/1993 im Schulchor. 1993/1994 spielte er als Cellist beim 1985 gegründeten Garchinger Sinfonieorchester am Max-Planck-Institut für Plasmaphysik. Das Gitarrespiel erlernte er zunächst autodidaktisch, und spielte 1995/1996 als Gitarrist in der Schul-Bigband. 1997 nahm er E-Bass- und 1997/1998 nahm er E-Gitarrenunterricht, 1998 Konzertgitarren- und Klavierunterricht. Von 1997 bis 2003 besuchte er das Richard-Strauss-Konservatorium München.

### Musikalisches Wirken
Ursprünglich sammelte Zehrfeld Erfahrungen im Bereich der Rockmusik – er war später unter anderem Gitarrist der Rockband Rudolf Rock & die Schocker –, machte sich aber vorwiegend als Jazz-Gitarrist einen Namen. Er studierte von 1998 bis 2001 Jazzgitarre an der Universität für Musik und darstellende Kunst Graz (Auslandssemester bei Raoul Björkenheim an der Sibelius-Akademie in Helsinki im Jahr 2000) und danach bis 2004 am Richard-Strauss-Konservatorium München bei Peter O’Mara. Von 2001 bis 2003 war er Gitarrist in Peter Herbolzheimers Bundesjazzorchester.  Er ist diplomierter Musiker und Musiklehrer. 2009 machte er einen Aufbaukurs am Guitar Institute of Technology (GIT) in Hollywood.
Zehrfeld spielte Konzerte mit Passport, der Uwe Ochsenknecht Band, The Hilliard Ensemble, The Croonettes, und begleitete namhafte Musiker wie beispielsweise Wolfgang Schmid, Roberto Di Gioia, Martin Schmitt und Wencke Myhre.
Als Studiomusiker arbeitete er für Ulf Wakenius, Nguyên Lê, Wolfgang Haffner, Michael Mittermeier, Werner Ponikowski aka „RifKif“ (Gitarrist bei Freaky Fukin Weirdoz), für Sebastian Horn (Bananafishbones), Claudia Koreck und Chris Boettcher, zudem für TV-Produktionen aus den Reihen Sturm der Liebe und Lotta in Love.
2004 gründete er die Formation Panzerballett und ist dort unter anderem für die Erstellung der Kompositionen und der Arrangements verantwortlich.

### Lehrtätigkeiten
Zehrfeld lehrt seit 2013 an der Popakademie Baden-Württemberg in Mannheim, sowie seit 2014 am Music College in Regensburg. Er lehrte von 2002 bis 2014 an der Musikschule Garching, von 2012 bis 2014 hatte er einen Lehrauftrag am Institut für Musikpädagogik der Ludwig-Maximilians-Universität München  Ferner war er Gastdozent am Münchner Gitarreninstitut (MGI),  bei Mattias „IA“ Eklundhs Freak Guitar Camp in Göteborg und am Guitar Institute of Technology (GIT) in Hollywood.